# Movilidad como un servicio

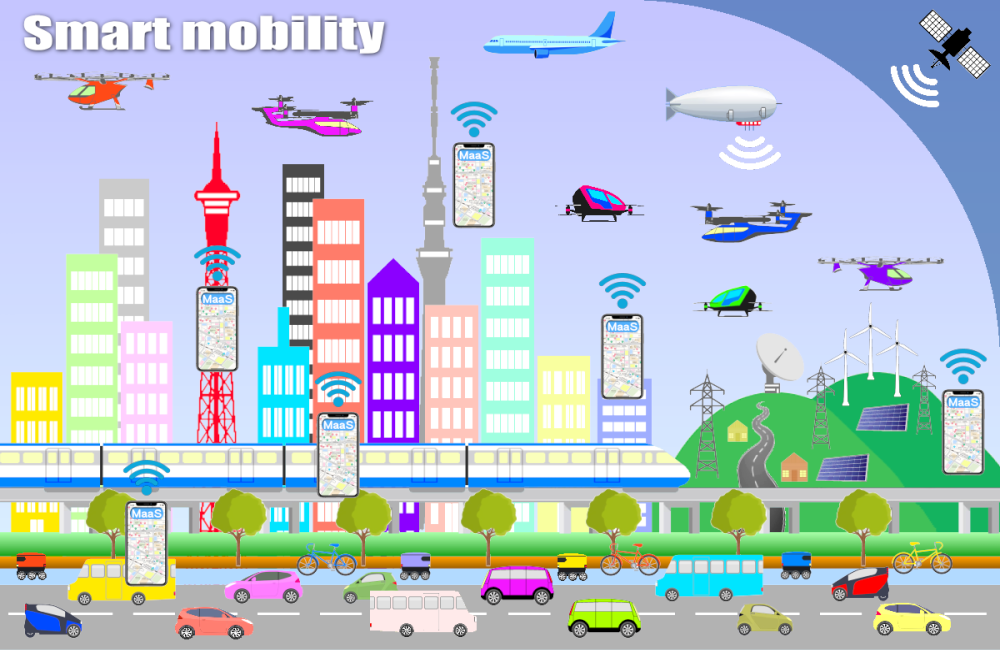
Movilidad inteligente

Movilidad como un servicio (en inglés, Mobility as a Service, abreviadamente, MaaS) describe un alejamiento de la modalidad de transporte personal en vehículo propio hacia soluciones de movilidad que se usan como servicio. Esto está habilitado por la combinación de servicios de transporte de proveedores de transporte público y privado, mediante una puerta de enlace unificada que crea y gestiona el viaje, el cual pueden pagar los usuarios con cargo a una sola cuenta. Los usuarios pueden pagar por viaje o bien un coste mensual para una distancia limitada. El concepto clave detrás de MaaS es ofrecer, a los viajeros, soluciones de movilidad basadas en sus necesidades de viaje.
El planeamiento del viaje típicamente comienza en un planeador de viaje. Por ejemplo, un planeador de viaje puede mostrar que el usuario puede llegar de un destino a otro utilizando una combinación de autobús/tren. El usuario entonces puede escoger su viaje preferido basándose en el coste, el tiempo y la comodidad. En este punto, cualquier reserva necesaria (p. ej. llamar a un taxi, reservar un asiento en un tren de larga distancia) se llevará a cabo como una unidad. Se espera que este servicio permitirá la itinerancia (roaming), esto es, la misma aplicación de usuario final funcionaría en ciudades diferentes, sin que el usuario necesite familiarizarse con una nueva aplicación o registrarse en nuevos servicios.

## Tendencias MaaS
El movimiento hacia el MaaS es alimentado por una miríada de nuevos e innovadores proveedores de servicios de movilidad, tales como servicios de transporte compartido y de e-hailing, programas de bicicletas compartidas y servicios de transporte compartido de automóviles, así como servicios de autobuses "pop-up" bajo demanda. Por otra parte, la tendencia está motivada por la anticipación de los coches de autoconducción, lo que pone en duda el beneficio económico de poseer un coche personal en comparación con el uso de servicios de coches a la carta, que se espera que sean significativamente más asequibles cuando los coches puedan conducir de forma autónoma.
Este cambio se ve facilitado por las mejoras en la integración de múltiples modos de transporte en cadenas de viaje sin fisuras, con reservas y pagos gestionados colectivamente para todos los tramos del viaje[2] En Londres, los viajeros pueden utilizar una tarjeta bancaria de pago sin contacto (o una tarjeta de viaje dedicada llamada Oyster card) para pagar su viaje. Entre los múltiples modos, viajes y pagos, los datos se recopilan y utilizan para ayudar a que los viajes de las personas sean más eficientes[3] En el espacio gubernamental, los mismos datos permiten la toma de decisiones informadas cuando se consideran las mejoras en los sistemas de tránsito regionales. La programación del transporte público y el gasto de los dólares de los consumidores pueden justificarse mediante la obtención y el análisis de datos basados en las tendencias de la movilidad urbana moderna[4].
De acuerdo con la compañía de investigación de mercado Market Research Future, se espera que el mercado de MaaS crezca con una tasa de crecimiento anual compuesta (CAGR) del 36% entre 2017 y 2023, alcanzando cerca de 253.160 millones de dólares a nivel mundial en 2023. [5]

## Impacto a corto plazo
La movilidad como servicio puede causar una disminución en la propiedad del automóvil. Si la ocupación media de los vehículos durante el tiempo en carretera disminuye, el total de kilómetros recorridos aumentará[6].
El MaaS podría aumentar significativamente la eficiencia y la utilización de los proveedores de tránsito que contribuyen a la red general de tránsito en una región. Las predicciones fueron validadas por el juicio de Ubigo en Gotemburgo, durante el cual muchos coches privados fueron dados de baja durante el juicio y la utilización de los servicios de tránsito existentes aumentó la eficiencia de toda la red. En última instancia, una red más eficiente, junto con nuevas tecnologías como los vehículos autónomos, podría reducir significativamente el coste del transporte público[6].

## Beneficios
El MaaS tiene muchos beneficios que pueden mejorar los hábitos de los usuarios, la eficiencia de la red de tránsito y las sociedades que adoptan el MaaS como un medio de transporte viable. El MaaS disminuiría los costos para el usuario, mejoraría la utilización de los proveedores de tránsito del MaaS, reduciría la congestión de la ciudad a medida que más usuarios adoptaran el MaaS como fuente principal de tránsito, y reduciría las emisiones a medida que más usuarios dependieran de los componentes del transporte público o de vehículos eléctricos autónomos en una red de MaaS[7].
MaaS también tiene muchos beneficios para el mundo de los negocios - entender el Costo Total de la Movilidad de Negocios podría ayudar a los tomadores de decisiones de viajes en el mundo corporativo a ahorrar cientos de miles de dólares. Analizando los datos y los costes atribuidos a la "movilidad empresarial" (por ejemplo, los costes de alquiler de vehículos, los costes de combustible, los gastos de aparcamiento, los gastos de administración de billetes de tren e incluso el tiempo necesario para reservar un viaje), las empresas pueden tomar decisiones informadas sobre la política de viajes, la gestión de la flota y las reclamaciones de gastos. Compañías de MaaS de negocios como Mobilleo sugieren que sólo en la planificación de viajes, puede tomar hasta 9 pasos antes de que se reserve un simple acuerdo de viaje.

## Formas de pago
El concepto asume el uso a través de una aplicación móvil, aunque el concepto también puede ser utilizado para cualquier tipo de pago (tarjeta de tránsito, billete, etc.).
El concepto se divide en dos modelos de pago:
El modelo de suscripción mensual asume que un número suficiente de usuarios consumen servicios de transporte público mensualmente para ofrecer un servicio de transporte combinado. Los usuarios pagan una cuota mensual y reciben servicios de transporte combinados, como viajes ilimitados en transporte público urbano, además de un número fijo de kilómetros de taxi. El modelo de abono mensual incorpora un "Operador de MaaS", bien financiado y operado comercialmente, que adquirirá servicios de transporte a granel y ofrecerá garantías a los usuarios. En Hannover, Alemania, el operador de MaaS puede adquirir servicios de tránsito a granel y actuar como intermediario a través del producto, Hannovermobil[8] No es necesario que el operador incluya todas las formas de transporte, pero sí lo suficiente para poder ofrecer garantías razonables. Un abono mensual también proporcionará suficiente financiación para que el operador del MaaS adquiera servicios de tránsito lo suficientemente importantes como para poder utilizar su poder de mercado para lograr precios competitivos. En particular, un operador de MaaS puede mejorar los problemas de baja utilización - por ejemplo, en Helsinki, los taxistas pasan el 75% de su tiempo de trabajo esperando a un cliente, y el 50% de los kilómetros recorridos sin generar ingresos. Un operador de MaaS puede resolver este problema garantizando un salario base a los taxistas a través de los empleadores existentes.
El modelo de pago por uso funciona bien en entornos con un elevado número de usuarios "únicos" (turistas, redes de tránsito en zonas con alta adopción de vehículos, etc.). Cada tramo del viaje reservado (cada viaje en tren, taxi, etc.) tiene un precio aparte y es fijado por el proveedor de servicios de transporte. En este modelo, las aplicaciones móviles funcionarían como motores de búsqueda, tratando de reunir a todos los proveedores de servicios de transporte en una sola aplicación, lo que permitiría a los usuarios evitar tener que interactuar con múltiples pasarelas en un intento de ensamblar el viaje óptimo. Muchas ciudades tienen tarjetas que pagan por el transporte público intermodal, incluyendo Viena[9] y Stuttgart[10], pero ninguna incluye taxis/autobuses a la carta en el servicio.
Ambos modelos tienen requisitos similares, tales como planificadores de viajes para construir cadenas de viaje óptimas, y relaciones técnicas y comerciales con los proveedores de servicios de transporte (es decir, una API de reserva y pago de taxis y billetes electrónicos, códigos QR en autobuses urbanos y metros, etc.).

## Impacto de los vehículos autónomos
A medida que se acelera el desarrollo del coche autónomo, la empresa Uber ha anunciado que planea cambiar su aplicación a un servicio totalmente autónomo y que pretende ser más barato que la propiedad de un coche[11] Muchos fabricantes de automóviles y empresas de tecnología han anunciado planes o se rumorea que desarrollarán vehículos autónomos, incluyendo Tesla, General Motors, Waymo, Apple y Local Motors.
Los vehículos autónomos podrían permitir al público utilizar las carreteras en vehículos de bajo coste por kilómetro y de navegación autónoma hasta un destino preferido a un coste significativamente inferior al del taxi actual y a los precios de los viajes compartidos[6][12] Los vehículos podrían tener un gran impacto en la calidad de vida de las zonas urbanas y formar parte crítica del futuro del transporte, beneficiando al viajero, al medio ambiente e incluso a otros sectores como el sanitario[13].
Este modelo muestra que los impactos positivos sobre las redes de transporte y la movilidad en lugares congestionados se verán en su mayor medida con el aumento del transporte público compartido a escala de minibús/autobús, además del transporte compartido; mientras que los taxis autónomos con pasajeros individuales verán un gran aumento de los kilómetros de vehículos y de la congestión.
En enero de 2016, el presidente de los Estados Unidos, Barack Obama, aseguró la financiación que se utilizará en los próximos diez años para apoyar el desarrollo de vehículos autónomos[15].

## Cronología histórica
En 1996, el concepto de "asistente de información inteligente" que integra diferentes servicios de viajes y turismo se introdujo en la conferencia ENTER[16].
El concepto surgió por primera vez en Suecia. En Gotemburgo se llevó a cabo una prueba bien ejecutada bajo el modelo de suscripción mensual[17]; sin embargo, el servicio fue bien recibido, pero se interrumpió debido a la falta de apoyo a nivel gubernamental para la venta de billetes de transporte público por parte de terceros.
La idea se difundió ampliamente gracias a los esfuerzos de Sampo Hietanen, director general de ITS Finlandia (más tarde fundador y director general de Maas Global), y de Sonja Heikkila, entonces estudiante de maestría en la Universidad de Aalto[18], y al apoyo del Ministerio de Transporte y Comunicaciones de Finlandia[19].
El MaaS se convirtió en un tema popular en el Congreso ITS 2015 en Burdeos, y posteriormente, se formó la Alianza de Movilidad como Servicio[20].
El proyecto "Mobinet", financiado por la UE, ha sentado algunas de las bases para el MaaS, por ejemplo, la gestión de la identidad paneuropea de los viajeros y los pagos, así como los vínculos con los planificadores de viajes[21].
En enero de 2021, Zaragoza se convertía en la primera ciudad de España con un proyecto de MaaS que integra varios medios de transporte y todo el proceso desde la elección de la ruta hasta el pago con ZUM, un piloto lanzado por el Ayuntamiento de Zaragoza desarrollado por la startup Meep.